# 송평역
송평역(松坪驛)은 조선민주주의인민공화국 함경북도 청진시에 위치해있는 철도역이다.

## 역사
- 1941년 12월 1일 : 청진서항역(淸津西港驛)으로 영업 개시[1]
- 일자 불명: 송평역으로 개칭